# Paraharknessia ellipsoidea
Paraharknessia ellipsoidea är en svampart som beskrevs av Matsush. 2003. Paraharknessia ellipsoidea ingår i släktet Paraharknessia, divisionen sporsäcksvampar och riket svampar.   Inga underarter finns listade i Catalogue of Life.